# BloodPop
Michael Tucker, művésznevén BloodPop vagy BloodPop® (Kansas City, 1990. augusztus 15. –) amerikai zenész, producer és dalszerző. Korábban a Blood Diamonds, Blood és Michael Diamond neveket is használta. Ismertsége leginkább annak köszönhető, hogy dalokat ír és készít Britney Spears, Lady Gaga, Justin Bieber, Madonna és John Legend számára. 2017-ben kiadta a Bieberrel közös Friends című dalát, amely debütáló kislemeze volt a BloodPop név alatt.

## Pályafutása
Az iskolában jazzgitárt tanult az SSION-os Cody Critcheloe irányításával. Szülei pincéjében tanult meg zenét készíteni, miközben a Kansas City Művészeti Intézetbe tanulója volt. A 2000-es évek végén költözött Vancouverbe, hogy videószerkesztést tanuljon, miközben gyakran DJ-zett az iskolai bulikon. Szabadidejében folytatta a zenei producerkedést az Ableton segítségével, és időnként glitches, többrétegű elektropop instrumentális anyagokat adott ki az interneten, ami végül felkeltette a Transparent Records és a dubstep művész Skrillex figyelmét. Ezután Los Angelesbe költözött.
Miután Los Angelesbe költözött, és a Blood valamint a Blood Diamonds művészneveket használta, Tucker a már ismert művészekkel együttműködve kezdte megvetni a lábát. Együttműködött Grimes-szel (2011-es debütáló EP-jén, a Phone Sex-en, majd később a 2014-es Go című számán), miközben olyan előadók dalainak, mint Kendrick Lamar, Beyoncé, Ellie Goulding és Major Lazer hivatalos remixelésére is bevonták. 2014-ben producertársaival, Aviciivel és DJ Dahl-lal együtt dolgozott Madonna 13. albumán. A Rebel Heart a következő évben jelent meg, melyen Tucker közreműködött a Devil Pray, az Iconic és a Body Shop című számokban. Tucker 2015-ben Justin Bieber negyedik, Purpose albumának Sorry című slágerén is dolgozott.
Tucker ezután Britney Spears, a Fifth Harmony és Hana számára készített számokat, majd Mark Ronson és Kevin Parker (Tame Impala) mellett Lady Gaga 2016-os albumán, a Joanne-en dolgozott. Tucker még abban az évben BloodPop néven kezdett el tevékenykedni, 2016-ot pedig John Legend What You Do to Me című dalának producereként zárta. A következő évben a Haim indie pop trió Little of Your Love című dalának remixével, valamint a Bieberrel közösen írt Friends című kislemezzel tért vissza. 2019-ben Tucker kiadta a jubiláló Newman című kislemezt a BloodPop név alatt, valamint közreműködött Post Malone Internet című dalában.
Tucker volt Lady Gaga hatodik, Chromatica című stúdióalbumának executive producere, beleértve a Stupid Love című kislemezt is.

## Magánélete
Tucker 2013 májusa óta jár az amerikai dalszerzővel és producerrel, Hanával. Egy lemezfelvétel során ismerkedtek meg.

## Diszkográfia

### Kislemezek
Önálló előadóként
| Év                                                                                     | Cím             | Előadók                    | Legjobb helyezés | Legjobb helyezés | Legjobb helyezés | Legjobb helyezés | Legjobb helyezés | Legjobb helyezés | Legjobb helyezés | Legjobb helyezés | Legjobb helyezés | Legjobb helyezés | Minősítések | Album                                                  |
| Év                                                                                     | Cím             | Előadók                    | US               | AUS              | CAN              | DEN              | FRA              | GER              | IRL              | NZ               | SWE              | UK               | Minősítések | Album                                                  |
| -------------------------------------------------------------------------------------- | --------------- | -------------------------- | ---------------- | ---------------- | ---------------- | ---------------- | ---------------- | ---------------- | ---------------- | ---------------- | ---------------- | ---------------- | --- | ------------------------------------------------------ |
| 2017                                                                                   | Friends         | Justin Bieber, BloodPop    | 20               | 2                | 4                | 1                | 8                | 4                | 4                | 2                | 2                | 2                | - ARIA: 2× Platinalemez - BVMI: Platinalemez - RMNZ: Aranylemez - MC: 2× Platinalemez - BPI: Aranylemez - IFPI DEN: Platinalemez - IFPI SWE: Aranylemez | Nem jelent meg albumon                                 |
| 2018                                                                                   | Capital Letters | Hailee Steinfeld, BloodPop | —                | 36               | 69               | 34               | 12               | 32               | —                | —                | 42               | 39               | - ARIA: 2× Platinalemez - MC: Platinalemez | Fifty Shades Freed: Original Motion Picture Soundtrack |
| 2019                                                                                   | Newman          | BloodPop                   | —                | —                | —                | —                | —                | —                | —                | —                | —                | —                | — | Nem jelent meg albumon                                 |
| „—” olyan felvételt jelöl, amely nem került a listákra vagy nem adták ki az országban. |                 |                            |                  |                  |                  |                  |                  |                  |                  |                  |                  |                  | |                                                        |

### Dalszerzői és produceri munkái
| Év   | Cím                                                      | Előadó(k)                                             | Album                                                  | Kredit                                                                                 |
| ---- | -------------------------------------------------------- | ----------------------------------------------------- | ------------------------------------------------------ | -------------------------------------------------------------------------------------- |
| 2010 | So What?                                                 | Far East Movement                                     | Free Wired                                             | dalszerző                                                                              |
| 2011 | Girl                                                     | Das Racist                                            | Relax                                                  | Producer                                                                               |
| 2011 | Hauntin' Me                                              | Keep Shelly in Athens                                 | Nem jelent meg albumon                                 | Remixer                                                                                |
| 2012 | Swimming Pools/Drank (Blood Diamonds Remix)              | Kendrick Lamar, BloodPop (credited as Blood Diamonds) | Nem jelent meg albumon                                 | Remixer                                                                                |
| 2013 | Grins                                                    | Charli XCX                                            | True Romance                                           | Producer, dalszerző                                                                    |
| 2013 | Anything Could Happen (Blood Diamonds Remix)             | Ellie Goulding, BloodPop (credited as Blood Diamonds) | Nem jelent meg albumon                                 | Remixer                                                                                |
| 2014 | Go                                                       | Grimes, BloodPop (credited as Blood Diamonds)         | Nem jelent meg albumon                                 | Producer, dalszerző                                                                    |
| 2014 | No Evidence                                              | Rome Fortune                                          | Small VVorld                                           | Producer, dalszerző                                                                    |
| 2014 | Bet                                                      | Tinashe, Devonte Hynes                                | Aquarius                                               | Producer, dalszerző                                                                    |
| 2014 | Giant in My Heart (Blood Diamonds Remix)                 | Kiesza, BloodPop (credited as Blood Diamonds)         | Nem jelent meg albumon                                 | Remixer                                                                                |
| 2014 | You're Not the One (Blood Diamonds Remix)                | Sky Ferreira, BloodPop (credited as Blood Diamonds)   | Nem jelent meg albumon                                 | Remixer                                                                                |
| 2015 | U                                                        | Mikky Ekko                                            | Time                                                   | Producer, dalszerző                                                                    |
| 2015 | They. Resurrect. Over. New.                              | Lupe Fiasco, Ab-Soul                                  | Tetsuo & Youth                                         | Producer, dalszerző                                                                    |
| 2015 | Iconic                                                   | Madonna, Mike Tyson, Chance The Rapper                | Rebel Heart                                            | Producer, dalszerző                                                                    |
| 2015 | Devil Pray                                               | Madonna                                               | Rebel Heart                                            | Producer, dalszerző                                                                    |
| 2015 | Body Shop                                                | Madonna                                               | Rebel Heart                                            | Producer, dalszerző                                                                    |
| 2015 | Beautiful Scars                                          | Madonna                                               | Rebel Heart                                            | Producer, dalszerző                                                                    |
| 2015 | Borrowed Time                                            | Madonna                                               | Rebel Heart                                            | Producer, dalszerző                                                                    |
| 2015 | Paw Due Respect                                          | Run the Jewels                                        | Meow the Jewels                                        | Remixer                                                                                |
| 2015 | Tell Me                                                  | Raye                                                  | Second EP                                              | Producer, dalszerző                                                                    |
| 2015 | Touch                                                    | Pia Mia                                               | Nem jelent meg albumon                                 | Producer, dalszerző                                                                    |
| 2015 | Sorry                                                    | Justin Bieber                                         | Purpose                                                | Producer, dalszerző                                                                    |
| 2015 | Mark My Words                                            | Justin Bieber                                         | Purpose                                                | Producer, dalszerző                                                                    |
| 2015 | I'll Show You                                            | Justin Bieber                                         | Purpose                                                | Producer, dalszerző                                                                    |
| 2015 | Children                                                 | Justin Bieber                                         | Purpose                                                | Producer, dalszerző                                                                    |
| 2015 | Hit the Ground                                           | Justin Bieber                                         | Purpose                                                | dalszerző                                                                              |
| 2015 | Lisa                                                     | LE1F                                                  | Riot Boi                                               | Producer, dalszerző                                                                    |
| 2015 | Haunted (Michael Diamond Remix)                          | Beyoncé, BloodPop (credited as Michael Diamond)       | Nem jelent meg albumon                                 | Remixer                                                                                |
| 2016 | Body                                                     | Dreezy, Jeremih                                       | No Hard Feelings                                       | Producer                                                                               |
| 2016 | Clay                                                     | Hana                                                  | Hana EP                                                | dalszerző                                                                              |
| 2016 | Avalanche                                                | Hana                                                  | Hana EP                                                | dalszerző                                                                              |
| 2016 | Underwater                                               | Hana                                                  | Hana EP                                                | dalszerző                                                                              |
| 2016 | A Noite É Dela                                           | Pedro Ratão                                           | Nem jelent meg albumon                                 | Producer                                                                               |
| 2016 | Scared of Happy                                          | Fifth Harmony                                         | 7/27                                                   | Producer, dalszerző                                                                    |
| 2016 | Hands                                                    | Various artists                                       | Nem jelent meg albumon                                 | dalszerző                                                                              |
| 2016 | Seavvorld                                                | Rome Fortune                                          | VVorldwide Pimpstation                                 | Producer                                                                               |
| 2016 | Better                                                   | Britney Spears                                        | Glory                                                  | Producer, dalszerző                                                                    |
| 2016 | Drum                                                     | MØ                                                    | Nem jelent meg albumon                                 | Producer, dalszerző                                                                    |
| 2016 | Me Now                                                   | Denzel Curry                                          | Imperial                                               | Producer                                                                               |
| 2016 | Diamond Heart                                            | Lady Gaga                                             | Joanne                                                 | Producer                                                                               |
| 2016 | A-Yo                                                     | Lady Gaga                                             | Joanne                                                 | Producer, dalszerző                                                                    |
| 2016 | Perfect Illusion                                         | Lady Gaga                                             | Joanne                                                 | Producer, dalszerző                                                                    |
| 2016 | Joanne                                                   | Lady Gaga                                             | Joanne                                                 | Producer                                                                               |
| 2016 | John Wayne                                               | Lady Gaga                                             | Joanne                                                 | Producer, dalszerző                                                                    |
| 2016 | Dancin' in Circles                                       | Lady Gaga                                             | Joanne                                                 | Producer, dalszerző                                                                    |
| 2016 | Million Reasons                                          | Lady Gaga                                             | Joanne                                                 | Producer                                                                               |
| 2016 | Sinner's Prayer                                          | Lady Gaga                                             | Joanne                                                 | Producer                                                                               |
| 2016 | Come to Mama                                             | Lady Gaga                                             | Joanne                                                 | Producer                                                                               |
| 2016 | Angel Down                                               | Lady Gaga                                             | Joanne                                                 | Producer                                                                               |
| 2016 | Grigio Girls                                             | Lady Gaga                                             | Joanne                                                 | Producer, dalszerző                                                                    |
| 2016 | Hey Girl                                                 | Lady Gaga, Florence Welch                             | Joanne                                                 | Producer                                                                               |
| 2016 | Blow You Up                                              | Yogi, Aluna George, Less is More                      | Nem jelent meg albumon                                 | Producer, dalszerző                                                                    |
| 2016 | What You Do to Me                                        | John Legend                                           | Darkness and Light                                     | dalszerző                                                                              |
| 2017 | Want You Back                                            | Haim                                                  | Something to Tell You                                  | Producer                                                                               |
| 2017 | Wanna Know Love                                          | Jasmine Thompson                                      | Wonderland EP                                          | dalszerző                                                                              |
| 2017 | Friends                                                  | Justin Bieber, BloodPop                               | Nem jelent meg albumon                                 | előadó                                                                                 |
| 2017 | ...Ready For It? (BloodPop® Remix)                       | Taylor Swift, BloodPop                                | Nem jelent meg albumon                                 | Remixer                                                                                |
| 2017 | Lust For Life (BloodPop® Remix)                          | Lana Del Rey, The Weeknd, BloodPop                    | Nem jelent meg albumon                                 | Remixer                                                                                |
| 2017 | Little of Your Love (BloodPop® Remix)                    | Haim, BloodPop                                        | Nem jelent meg albumon                                 | Remixer                                                                                |
| 2018 | A Good Night                                             | John Legend, BloodPop                                 | Nem jelent meg albumon                                 | előadó, producer, dalszerző, dobok                                                     |
| 2018 | Capital Letters                                          | Hailee Steinfeld, BloodPop                            | Fifty Shades Freed: Original Motion Picture Soundtrack | előadó, producer, dalszerző                                                            |
| 2018 | Carousel                                                 | Travis Scott, Frank Ocean                             | Astroworld                                             | dalszerző                                                                              |
| 2018 | Enemies                                                  | Lauv                                                  | I Met You When I Was 18 (The Playlist)                 | Producer                                                                               |
| 2018 | My One                                                   | Lily Allen                                            | No Shame                                               | Producer, dalszerző                                                                    |
| 2018 | Cowboy                                                   | Alma                                                  | Nem jelent meg albumon                                 | Producer, dalszerző                                                                    |
| 2018 | Depressed                                                | 12 Honcho                                             | Nem jelent meg albumon                                 | Producer, dalszerző                                                                    |
| 2019 | South East London                                        | Raye                                                  | Rapman Presents: Blue Story OST                        | dalszerző                                                                              |
| 2019 | Internet                                                 | Post Malone                                           | Hollywood's Bleeding                                   | Producer, dalszerző                                                                    |
| 2019 | Jerusalem, New York, Berlin                              | Vampire Weekend                                       | Father of the Bride                                    | Producer                                                                               |
| 2019 | Spring Snow                                              | Vampire Weekend                                       | Father of the Bride                                    | Producer, dalszerző                                                                    |
| 2019 | Unbearably White                                         | Vampire Weekend                                       | Father of the Bride                                    | Producer                                                                               |
| 2019 | Sweettalk My Heart (BloodPop® and Burns Vitaclub Remix)  | Tove Lo, BloodPop, Burns                              | Nem jelent meg albumon                                 | Remixer                                                                                |
| 2019 | RIP Harambe                                              | Elon Musk                                             | Nem jelent meg albumon                                 | Producer                                                                               |
| 2019 | We Appreciate Power (BloodPop® Remix)                    | Grimes, Hana, BloodPop                                | Nem jelent meg albumon                                 | Remixer                                                                                |
| 2020 | Lucid                                                    | Rina Sawayama                                         | Sawayama (Deluxe edition)                              | Producer                                                                               |
| 2020 | Face Down: Reborn                                        | Arashi                                                | Nem jelent meg albumon                                 | Producer                                                                               |
| 2020 | Ghosts                                                   | Tchami, Hana                                          | Year Zero                                              | Co-writer                                                                              |
| 2020 | Rain on Me                                               | Lady Gaga and Ariana Grande                           | Chromatica                                             | Producer, dalszerző                                                                    |
| 2020 | Stupid Love                                              | Lady Gaga                                             | Chromatica                                             | Producer, dalszerző, basszus, dobok, gitár, billentyűsök, ütős hangszerek              |
| 2020 | Alice                                                    | Lady Gaga                                             | Chromatica                                             | Producer, dalszerző, basszus, dobok, billentyűsök, gitár, ütős hangszerek, programozás |
| 2020 | Free Woman                                               | Lady Gaga                                             | Chromatica                                             | Producer, dalszerző, basszus, dobok, billentyűsök, gitár, ütős hangszerek              |
| 2020 | Fun Tonight                                              | Lady Gaga                                             | Chromatica                                             | Producer, dalszerző, basszus, dobok, billentyűsök, gitár, ütős hangszerek              |
| 2020 | 911                                                      | Lady Gaga                                             | Chromatica                                             | Producer, dalszerző, basszus, dobok, billentyűsök, gitár, ütős hangszerek              |
| 2020 | Plastic Doll                                             | Lady Gaga                                             | Chromatica                                             | Producer, dalszerző, basszus, dobok, billentyűsök, gitár, ütős hangszerek              |
| 2020 | Sour Candy                                               | Lady Gaga, Blackpink                                  | Chromatica                                             | Producer, dalszerző, basszus, dobok, billentyűsök, ütős hangszerek                     |
| 2020 | Enigma                                                   | Lady Gaga                                             | Chromatica                                             | Producer, dalszerző                                                                    |
| 2020 | Replay                                                   | Lady Gaga                                             | Chromatica                                             | dalszerző                                                                              |
| 2020 | Sine from Above                                          | Lady Gaga, Elton John                                 | Chromatica                                             | Producer, dalszerző, basszus, dobok, billentyűsök, gitár, ütős hangszerek              |
| 2020 | 1000 Doves                                               | Lady Gaga                                             | Chromatica                                             | Producer, dalszerző, basszus, dobok, billentyűsök, gitár, ütős hangszerek, programozás |
| 2020 | Babylon                                                  | Lady Gaga                                             | Chromatica                                             | Producer, dalszerző, basszus, dobok, billentyűsök, ütős hangszerek                     |
| 2020 | Stupid Love (BloodPop® and Burns Vitaclub Warehouse Mix) | Lady Gaga, BloodPop, Burns                            | Chromatica (Deluxe Edition)                            | Remixer, producer, dalszerző, basszus, dobok, gitár, billentyűsök, ütős hangszerek     |
| 2021 | Die4U                                                    | Bring Me the Horizon                                  | Post Human 2                                           | Producer, dalszerző                                                                    |

## Díjak és elismerések
| Év   | Díj                     | Kategória                    | Alkotás                              | Eredmény |
| ---- | ----------------------- | ---------------------------- | ------------------------------------ | -------- |
| 2015 | Much Music Video Awards | Az év videója                | Grimes (feat. Blood Diamonds) – "Go" | Jelölve  |
| 2015 | Much Music Video Awards | A legjobb Post-Production    | Grimes (feat. Blood Diamonds) – "Go" | Jelölve  |
| 2015 | Much Music Video Awards | A legjobb rendező            | Grimes (feat. Blood Diamonds) – "Go" | Jelölve  |
| 2017 | Grammy Awards           | Az év albuma                 | Purpose (credited as "Blood")        | Jelölve  |
| 2023 | Golden Globe-díj        | Legjobb eredeti filmbetétdal | Top Gun: Maverick                    | Jelölve  |

## Fordítás
Ez a szócikk részben vagy egészben  a   BloodPop című angol Wikipédia-szócikk fordításán alapul.  Az eredeti cikk szerkesztőit annak laptörténete sorolja fel. Ez a jelzés csupán a megfogalmazás eredetét és a szerzői jogokat jelzi, nem szolgál a cikkben szereplő információk forrásmegjelöléseként.